# نیویورک رنجرز
نیویورک رنجرز یا تکاوران نیویورک (در انگلیسی: New York Rangers) نام یک تیم حرفه‌ای هاکی روی یخ از شهر نیویورک در ایالت نیویورک آمریکا است. ورزشگاه رسمی این تیم، مدیسون اسکویر گاردن نام دارد و اعضاء آن در لیگ ملی هاکی (NHL)، یعنی لیگ بزرگ و سراسری هاکی روی یخ آمریکای شمالی شرکت می‌کنند.
تیم هاکی روی یخ نیویورک رینجرز تاکنون موفق به کسب چهار جام استنلی شده است.